# Nanochilus palembanicus
Nanochilus palembanicus là một loài thực vật có hoa trong họ Gừng. Loài có tại tỉnh Palembang (nay là tỉnh Nam Sumatra), trên đảo Sumatra.

## Danh pháp
Loài này được Friedrich Anton Wilhelm Miquel mô tả năm 1869 dưới danh pháp Hedychium palembanicum.
Năm 1899, Karl Moritz Schumann mô tả chi Nanochilus và chuyển nó sang chi này với danh pháp Nanochilus palembanicum. Danh pháp này hiện tại vẫn được một số tác giả - như IPNI công nhận, nhưng một số tác giả khác - như POWO, The Plant List, WCSP - thì ghi nhận danh pháp Nanochilus palembanicus. Khác biệt này là do việc coi danh từ Nanochilus là giống trung (Schumann, IPNI) hay giống đực (POWO, The Plant List, WCSP) của các tác giả này.
Lưu ý
Danh pháp Nanochilus arrovicus do François Gagnepain mô tả năm 1902 là đồng nghĩa muộn của Riedelia curviflora  Oliv., 1883.

## Mô tả
Lá bắc 1 hoa; lá bắc con đơn độc, như màng; bẹ không hình ống. Bầu nhụy 3 ngăn, các ngăn nhiều noãn. Đài hoa hình ống chẻ một bên. Ống tràng thanh mảnh, ngắn hơn đài hoa; các thùy thẳng hẹp, cuốn trong, nhọn thon, dài bằng nhau. Cánh môi nhỏ, hình mác nhọn. Nhị không cao hơn ống tràng; chỉ nhị hẹp; mô vỏ bao phấn song song, đáy rời; mô liên kết hơi rộng, tách rời, nhẵn nhụi; nhị lép bên nhỏ, nửa hình mác, nhọn; chỉ nhị với phần đáy hợp sinh. Vòi nhụy nhẵn nhụi, đầu nhụy 2 thùy, phía trên phần dưới có lông rung, phần trên nhọn, phần giữa gập nếp, đỉnh nhiều lông. Cây thảo lâu năm, lá xếp thành 2 dãy; bẹ cao; lưỡi bẹ lớn, dạng màng. Cụm hoa là cành hoa bông thóc lắc lư; hoa không cuống; lá bắc hình mác-thẳng, đặc biệt phần trên lưng có lông nhung.

## Phân bố
Loài này có tại tỉnh Palembang (tên gọi thời kỳ thuộc địa của Hà Lan, nay là tỉnh Nam Sumatra) trên đảo Sumatra, Indonesia.